# Speculanas specularis
El ánade anteojillo, pato anteojillo, pato de anteojos o pato alas bronceadas (Speculanas specularis) es una especie de ave anseriforme de la familia Anatidae propia de América del Sur. Su distribución geográfica abarca Chile y Argentina, migrando al centro para invernar.

## Características
Tiene una longitud total de 54 cm, y un peso promedio de 1 kg. El dorso es negruzco, la espalda escamada. Tiene un notable óvalo frente del ojo y notable medialuna gular color blanco, hacen inconfundible la especie, por ello su nombre de pato de anteojos. El espejo de las alas es morado brillante, por ello el nombre de pato alas bronceadas. Ventralmente es parduzco. Flancos manchados. Los estadios jveniles no tienen las manchas blancas adelante del ojo y gulares. Los sexos no tienen dimorfismo sexual.

## Historia natural
Habita ríos torrentosos, o de poca corriente, lagunas y lagos del bosque araucano, y ocasionalmente en la meseta patagónica, hasta los 1800 m s. n. m.
La nidada cuenta de cinco a siete huevos, de 64 mm x 44 mm. La incubación toma unos 30 días. El nido es voluminoso forrado con plumones, al igual que Chloephaga lo tapa con pastos al dejarlo solo.
Es omnívoro, se alimenta de semillas, hierbas e invertebrados, busca el alimento a orillas de los ríos, siguiendo su curso, no internándose en campo abierto.